# Palme d'or
Pour les articles homonymes, voir Palme d'or (homonymie).

Logo de la Palme d'or du Festival de Cannes.

La Palme d'or est la principale récompense décernée par le jury du festival de Cannes, qui a lieu chaque année en mai depuis 1946. Elle est accordée au meilleur film de la sélection officielle. Cette appellation date de 1955, succédant à celle de Grand Prix du Festival international du film.
Le symbole de la Palme est tiré des armes de la ville de Cannes — tout comme le Lion de la Mostra de Venise et l'Ours du festival de Berlin s’inspirent du blason de ces villes.

## Historique

### Récompense précédente et création
Initialement envisagée comme « Coupe Lumière », du nom du président d'honneur du « festival du monde libre », pour s'opposer à la coupe Mussolini de la Mostra de Venise,, la plus haute récompense du Festival de Cannes s'appelle à l'origine le « Grand Prix du Festival international du film » et est décernée à un réalisateur sous la forme d'un diplôme et d'un trophée signé d'un artiste contemporain.
L'histoire de la Palme d'or commence dans les années 1950.

Blason de la ville de Cannes avec une palme d'argent.

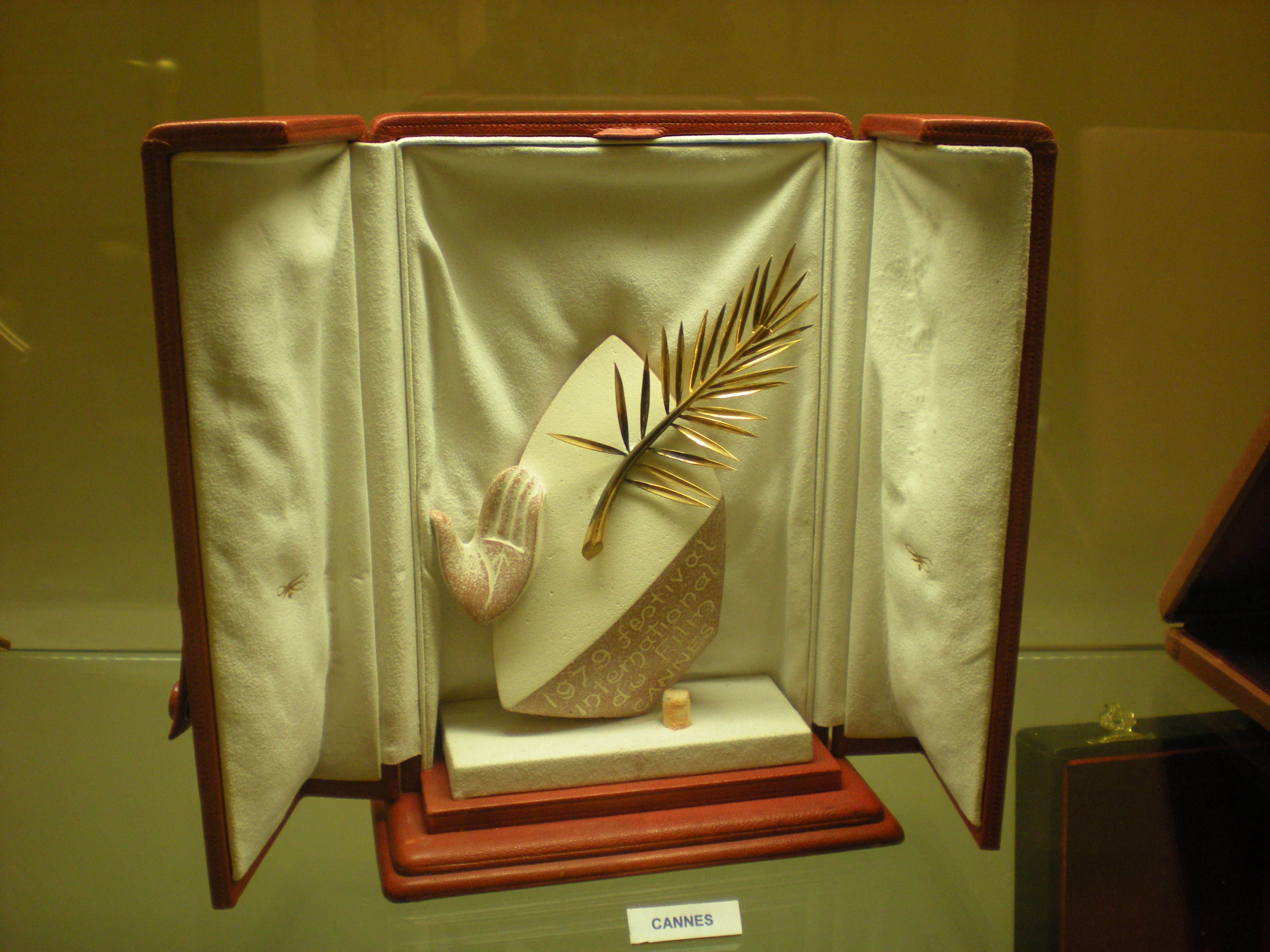
Palme d'or remise lors du Festival de Cannes 1979.

En 1954, à l'initiative de Robert Favre Le Bret, les organisateurs chargent plusieurs joaillers de concevoir une distinction reprenant, comme symbole de victoire, le motif de la feuille de palmier des armes ancestrales de la vieille cité cannoise, elles-mêmes issues du blason abbatial et de la légende de saint Honorat. À l'approche de l'an Mil, le village de Cannes fut cédé à l'abbaye de Lérins dont la palme était l'emblème en référence au palmier sur lequel grimpa le saint pour que la mer puisse nettoyer l'île des serpents qui l'infestaient. Elle rappelle aussi la palme bénie que rapportaient les Cannois en revenant du pèlerinage annuel aux îles de Lérins,.
Le projet retenu est celui de Lucienne Lazon. Sa feuille de palmier repose sur un socle en terre cuite réalisé par le sculpteur Sébastien. Une fois élaborée, la récompense prend le nom de « Palme d'or » en 1955 et revient, pour la première fois, à l'Américain Delbert Mann pour le film Marty.
Le nouveau prix ne fait pas l'unanimité : il est décerné jusqu'en 1963 et le conseil d'administration revient au « Grand Prix du festival » avec la formule diplôme-œuvre d'art. En 1975, la Palme d'or est définitivement réhabilitée mais son appellation n'est officialisée que cinq ans plus tard. Elle devient le logo du festival au cours des années 1980. Sa configuration évolue avec le temps : elle passe notamment d'un socle arrondi à un socle pyramidal en 1984.
Elle est ensuite modernisée en 1992 par Thierry de Bourqueney puis en 1997 par Caroline Gruosi-Scheufele, présidente de la joaillerie suisse Chopard qui depuis cette date, a l'exclusivité de sa réalisation ainsi que celle des deux palmettes, remises en prix d'interprétation à deux comédiens. Les autres prix de la compétition officielle sont décernés sous forme de diplômes (papier parchemin enroulé autour d'un ruban rouge). La palme pèse 118 grammes d'or jaune et mesure 13,5 centimètres de long pour 9 centimètres de large. Son coût est estimé à un peu plus de 20 000 euros. Elle est travaillée à partir d'un lingot d'or de 18 carats (75 % d'or et 25 % d'alliage de cuivre et d'argent), coulé à 760 °C dans un moule en plâtre où a été préalablement placée une copie en cire qui fond sous l'effet de la chaleur mais laisse son empreinte,. La palme est ensuite limée, ciselée et polie puis fixée avec sa tige légèrement courbée et ses dix-neuf folioles sculptées sur un coussin en cristal d'un kilogramme, taillé en diamant. Pour 2022, le cristal est remplacé par un quartz rose. Le trophée est alors placé dans un écrin en maroquin bleu. Plus de quarante heures de travail sont nécessaires à sa réalisation. La palme est fournie gracieusement par le joaillier qui la garde dans ses coffres jusqu'au dernier moment. Une copie à l'identique est toujours conservée en cas d'accident matériel ou d'attribution ex æquo. Le nom de son récipiendaire est annoncé en dernier lors de la proclamation du palmarès. En 2014, Chopard abandonne l'or recyclé habituel et se lance dans la fabrication de la première palme équitable, certifiée Fairmined, en collaborant avec deux coopératives du désert d'Atacama, au Chili, qui exportent l'or vers la Suisse pour la confection de la récompense,,. En 2017 et en 2022, pour les éditions anniversaires du festival, la palme est incrustée de diamants,.

### Prestige critique et commercial
Considérée comme l'une des distinctions cinématographiques les plus importantes, son attribution comprend des enjeux artistiques, financiers et médiatiques majeurs : gage de qualité pour le public français et international, elle permet à son lauréat d'obtenir une renommée mondiale, de trouver facilement un distributeur et de multiplier par dix, voire par cent le nombre de spectateurs en salles même si ce boom de fréquentation est moins évident dans les années 2000.

### Cumul avec d'autres prix
Lors du Festival 1988, l'interprétation de Max von Sydow est mentionnée par Ettore Scola, président du jury, pour l'attribution de la Palme à Pelle le Conquérant de Bille August. De même, Jean-Louis Trintignant et Emmanuelle Riva, les comédiens d'Amour de Michael Haneke, sont cités par les jurés pour leur contribution fondamentale au film, en 2012. En 2013, Steven Spielberg et son jury obtiennent une dérogation exceptionnelle pour que le prix co-distingue à la fois le réalisateur Abdellatif Kechiche et les deux actrices principales de La Vie d'Adèle : Léa Seydoux et Adèle Exarchopoulos.
Il n'est d'ailleurs pas rare de voir les films palmés recevoir des nominations puis des récompenses lors de la Cérémonie des Oscars à Hollywood, l'année suivante (Marty, Orfeu Negro, Un homme et une femme, Le Tambour, Pelle le Conquérant, La Leçon de piano, Le Pianiste, Amour, Parasite...) ou dans leurs propres récompenses locales,.

### Faits remarquables
Bien que le festival ne consacre sa compétition qu'aux films de cinéma, certaines palmes étaient initialement destinées à être diffusées à la télévision, en téléfilm ou mini-série. Quelques fois, cette diffusion eut lieu avant la sélection cannoise, car le festival autorise (hors films français) les sorties locales. C'est le cas de Padre Padrone, Les Meilleures Intentions, ou Elephant.
Deux documentaires ont été consacrés par la récompense suprême, Le Monde du silence et Fahrenheit 9/11.
Tandis que la palme d'or est normalement remise au réalisateur, en 2013, le jury décide de la remettre non seulement au réalisateur Abdellatif Kechiche mais aussi à Léa Seydoux et Adèle Exarchopoulos, interprètes principales de La vie d'Adèle : Chapitre 1 et 2.
Neuf metteurs en scène l'ont obtenu à deux reprises : Francis Ford Coppola, Bille August, Emir Kusturica, Shōhei Imamura, les frères Jean-Pierre et Luc Dardenne, Michael Haneke, Ken Loach et Ruben Östlund. Le réalisateur suédois Alf Sjöberg a également obtenu deux fois la récompense suprême du festival de Cannes, mais il ne s'agissait pas encore de la Palme d'or.
En 2018, Le Livre d'image, réalisé par Jean-Luc Godard, reçoit une Palme d'or spéciale.

### Palme d'or de l'édition 1939
Pacific Express (Union Pacific) avait été sélectionné dans la compétition de 1939, lors de ce qui aurait dû être la toute première édition du Festival de Cannes, organisée à l'instigation de Jean Zay et présidée par Louis Lumière. La compétition comptait parmi les films français L'Enfer des anges de Christian-Jaque, La Charrette fantôme de Julien Duvivier, La Piste du Nord de Jacques Feyder et L'Homme du Niger de Jacques de Baroncelli puis, parmi les longs métrages étrangers, Le Magicien d'Oz de Victor Fleming, Au revoir Mr. Chips de Sam Wood, Boefje de Douglas Sirk, Lénine en 1918 de Mikhaïl Romm et Les Quatre Plumes blanches de Zoltan Korda. La déclaration de guerre du Royaume-Uni et de la France à l'Allemagne nazie en septembre 1939, à la suite de l'invasion de la Pologne, provoqua l'annulation immédiate de la manifestation. Le festival ne put avoir lieu qu'en 1946, après le second conflit mondial.
Pour le 55e anniversaire du festival, en 2002, un jury, présidé par l'écrivain Jean d'Ormesson et composé de Dieter Kosslick, Alberto Barbera, Lia van Leer, Férid Boughedir et Raymond Chirat, eut pour tâche de départager les films sélectionnés en 1939, avec 63 ans de retard. Sept films parmi les 32 de la sélection originelle furent jugés. La Palme d'or fut décernée à l'unanimité et à titre posthume à Cecil B. DeMille pour Union Pacific. Judy Garland et Michèle Morgan reçurent quant à elles une mention spéciale pour le meilleur espoir féminin, respectivement pour Le Magicien d'Oz et La Piste du Nord,.
En novembre 2019, le festival Cannes 1939, organisé à Orléans, est allé plus loin, projetant tous les films prévus pour cette première édition annulée et décernant un palmarès. Toutefois, la Palme d'or y a été remplacée par un « Grand prix Jean-Zay Cannes 1939 », décerné cette fois à Monsieur Smith au Sénat, de Frank Capra, également primé pour l’interprétation masculine de James Stewart et par un Prix du jury lycéen,.

### Parité

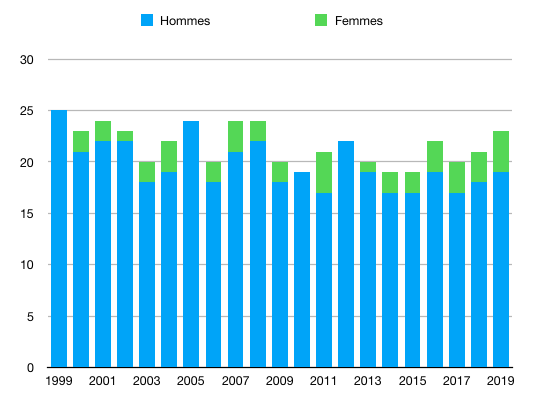
Graphique de comparaison des réalisateurs en compétition officielle au Festival de Cannes (1999-2019).

La Néo-Zélandaise Jane Campion fut pendant 28 ans la seule femme ayant reçu la Palme d'or, pour La Leçon de piano en 1993, partagée avec le cinéaste chinois Chen Kaige qui l'a obtenue pour Adieu ma concubine. En 2021, Julia Ducournau devient la deuxième femme couronnée avec Titane et la première femme à la remporter seule. L'édition 2023 récompense pour la troisième fois une femme : Justine Triet, pour Anatomie d'une chute.
Pour la vingtaine de films en lice chaque année, il n'y a jamais eu plus de cinq réalisatrices, 2022 étant un record absolu avec vingt et un hommes et cinq femmes concourant pour la Palme d'or.

## Critiques
Les critiques peuvent être consécutives au choix du jury, qui ne récompense pas forcément le favori des festivaliers et de la presse,. Il est reproché que la Palme d'or consacre certains réalisateurs pour des films considérés comme faibles ou mineurs dans leurs filmographies,,,,,.
Le jury s'est vu parfois reprocher d'avoir été sensible à l'actualité politique, pour le choix de L'Homme de fer (essor de Solidarność en Pologne communiste),, Fahrenheit 9/11 (opposition au président George W. Bush), et La Vie d'Adèle (adoption en France de la loi ouvrant le mariage aux couples de personnes de même sexe).
Le règlement limite les potentiels conflits d'intérêts en interdisant qu'un juré participe à un des films de la compétition. Mais malgré ces précautions, des articles de presse ont dénoncé le caractère de jurés, et de présidents du jury « tyranniques » (Kirk Douglas en 1980, Roman Polanski en 1991,, Isabelle Adjani en 1997) ou des connivences par rapport aux collaborations passés (David Lynch en 2002, Isabelle Huppert en 2009).

## Palmarès

### Grand Prix du Festival international du film (1946-1954)
Les films ci-dessous ont remporté le « Grand Prix du Festival international du film », qui est l'équivalent de la Palme d'or jusqu'en 1954.
| Année | Titre                          | Titre original                             | Récipiendaires                   | Pays                           |
| ----- | ------------------------------ | ------------------------------------------ | -------------------------------- | ------------------------------ |
| 1939  | Pacific Express                | Union Pacific                              | Cecil B. DeMille                 | États-Unis                     |
| 1946  | Tourments                      | Hets                                       | Alf Sjöberg                      | Suède                          |
| 1946  | Le Poison                      | The Lost Weekend                           | Billy Wilder                     | États-Unis                     |
| 1946  | La terre sera rouge            | De Røde enge                               | Bodil Ipsen et Lau Lauritzen Jr. | Danemark                       |
| 1946  | La Ville basse                 | नीचा नगर, Neecha Nagar                       | Chetan Anand                     | Inde                           |
| 1946  | Brève Rencontre                | Brief Encounter                            | David Lean                       | Royaume-Uni                    |
| 1946  | María Candelaria               |                                            | Emilio Fernández                 | Mexique                        |
| 1946  | Le Tournant décisif            | Великий перелом, Velikiy perelom           | Fridrikh Ermler                  | Union soviétique               |
| 1946  | La Symphonie pastorale         |                                            | Jean Delannoy                    | France                         |
| 1946  | La Dernière Chance             | Die letzte Chance                          | Leopold Lindtberg                | Suisse                         |
| 1946  | Les Hommes sans ailes          | Muži bez křídel                            | František Čáp                    | Tchécoslovaquie                |
| 1946  | Rome, ville ouverte            | Roma città aperta                          | Roberto Rossellini               | Italie                         |
| 1947  | Ziegfeld Follies               |                                            | Vincente Minnelli                | États-Unis                     |
| 1947  | Dumbo                          |                                            | Ben Sharpsteen                   | États-Unis                     |
| 1947  | Les Maudits                    |                                            | René Clément                     | France                         |
| 1947  | Antoine et Antoinette          |                                            | Jacques Becker                   | France                         |
| 1947  | Feux croisés                   | Crossfire                                  | Edward Dmytryk                   | États-Unis                     |
| 1948  | Pas de festival cette année-là | Pas de festival cette année-là             | Pas de festival cette année-là   | Pas de festival cette année-là |
| 1949  | Le Troisième Homme             | The Third Man                              | Carol Reed                       | Royaume-Uni                    |
| 1950  | Pas de festival cette année-là | Pas de festival cette année-là             | Pas de festival cette année-là   | Pas de festival cette année-là |
| 1951  | Mademoiselle Julie             | Fröken Julie                               | Alf Sjöberg                      | Suède                          |
| 1951  | Miracle à Milan                | Miracolo a Milano                          | Vittorio De Sica                 | Italie                         |
| 1952  | Othello                        | The Tragedy of Othello: The Moor of Venice | Orson Welles                     | États-Unis                     |
| 1952  | Deux Sous d'espoir             | Due soldi di speranza                      | Renato Castellani                | Italie                         |
| 1953  | Le Salaire de la peur          |                                            | Henri-Georges Clouzot            | France                         |
| 1954  | La Porte de l'enfer            | 地獄門, Jigokumon                          | Teinosuke Kinugasa               | Japon                          |

### Palme d'or (depuis 1955)
Le principal prix du Festival de Cannes prend le nom de Palme d'or à partir de 1955.
| Année | Titre                                                           | Titre original                                                  | Récipiendaires | Pays                                                            |
| ----- | --------------------------------------------------------------- | --------------------------------------------------------------- | --- | --------------------------------------------------------------- |
| 1955  | Marty,                                                          |                                                                 | Delbert Mann | États-Unis                                                      |
| 1956  | Le Monde du silence                                             |                                                                 | Jacques-Yves Cousteau et Louis Malle                                                                                             | France                                                          |
| 1957  | La Loi du Seigneur                                              | Friendly Persuasion                                             | William Wyler | États-Unis                                                      |
| 1958  | Quand passent les cigognes                                      | Летят журавли, Letjât žuravli                                   | Mikhaïl Kalatozov | Union soviétique                                                |
| 1959  | Orfeu Negro,                                                    |                                                                 | Marcel Camus | France                                                          |
| 1960  | La dolce vita,                                                  |                                                                 | Federico Fellini | Italie                                                          |
| 1961  | Une aussi longue absence,                                       |                                                                 | Henri Colpi | France                                                          |
| 1961  | Viridiana,                                                      |                                                                 | Luis Buñuel | Espagne                                                         |
| 1962  | La Parole donnée                                                | O Pagador de Promessas                                          | Anselmo Duarte | Brésil                                                          |
| 1963  | Le Guépard,                                                     | Il gattopardo                                                   | Luchino Visconti | Italie                                                          |
| 1964  | Les Parapluies de Cherbourg                                     |                                                                 | Jacques Demy | France                                                          |
| 1965  | Le Knack... et comment l'avoir                                  | The Knack... and How to Get It                                  | Richard Lester | Royaume-Uni                                                     |
| 1966  | Un homme et une femme                                           |                                                                 | Claude Lelouch | France                                                          |
| 1966  | Ces messieurs dames                                             | Signore & signori                                               | Pietro Germi | Italie                                                          |
| 1967  | Blow-Up                                                         |                                                                 | Michelangelo Antonioni | Italie                                                          |
| 1968  | Arrêté en cours de déroulement à cause des événements de mai 68 | Arrêté en cours de déroulement à cause des événements de mai 68 | Arrêté en cours de déroulement à cause des événements de mai 68                                                                  | Arrêté en cours de déroulement à cause des événements de mai 68 |
| 1969  | If....                                                          |                                                                 | Lindsay Anderson | Royaume-Uni                                                     |
| 1970  | MASH                                                            |                                                                 | Robert Altman | États-Unis                                                      |
| 1971  | Le Messager                                                     | The Go-Between                                                  | Joseph Losey | Royaume-Uni                                                     |
| 1972  | La classe ouvrière va au paradis,                               | La classe operaia va in paradiso                                | Elio Petri | Italie                                                          |
| 1972  | L'Affaire Mattei,                                               | Il caso Mattei                                                  | Francesco Rosi | Italie                                                          |
| 1973  | La Méprise                                                      | The Hireling                                                    | Alan Bridges | Royaume-Uni                                                     |
| 1973  | L'Épouvantail                                                   | Scarecrow                                                       | Jerry Schatzberg | États-Unis                                                      |
| 1974  | Conversation secrète                                            | The Conversation                                                | Francis Ford Coppola | États-Unis                                                      |
| 1975  | Chronique des années de braise                                  | وقائع سنين الجمر, Waqa'i' sanawat ed-djamr                      | Mohammed Lakhdar-Hamina | Algérie                                                         |
| 1976  | Taxi Driver                                                     |                                                                 | Martin Scorsese | États-Unis                                                      |
| 1977  | Padre padrone                                                   | Padre padrone                                                   | Paolo et Vittorio Taviani | Italie                                                          |
| 1978  | L'Arbre aux sabots,                                             | L'albero degli zoccoli                                          | Ermanno Olmi | Italie                                                          |
| 1979  | Apocalypse Now                                                  |                                                                 | Francis Ford Coppola | États-Unis                                                      |
| 1979  | Le Tambour                                                      | Die Blechtrommel                                                | Volker Schlöndorff | Allemagne de l'Ouest                                            |
| 1980  | Que le spectacle commence                                       | All That Jazz                                                   | Bob Fosse | États-Unis                                                      |
| 1980  | Kagemusha, l'Ombre du guerrier                                  | 影武者, Kagemusha                                               | Akira Kurosawa | Japon                                                           |
| 1981  | L'Homme de fer                                                  | Człowiek z żelaza                                               | Andrzej Wajda | Pologne                                                         |
| 1982  | Missing,                                                        |                                                                 | Costa-Gavras | États-Unis                                                      |
| 1982  | Yol, la permission,                                             | Yol                                                             | Yılmaz Güney et Şerif Gören | Turquie                                                         |
| 1983  | La Ballade de Narayama                                          | 楢山節考, Narayama bushiko                                      | Shōhei Imamura | Japon                                                           |
| 1984  | Paris, Texas,                                                   |                                                                 | Wim Wenders | Allemagne de l'Ouest                                            |
| 1985  | Papa est en voyage d'affaires,                                  | Отац на службеном путу, Otac na službenom putu                  | Emir Kusturica | Yougoslavie                                                     |
| 1986  | Mission                                                         | The Mission                                                     | Roland Joffé | Royaume-Uni                                                     |
| 1987  | Sous le soleil de Satan,                                        |                                                                 | Maurice Pialat | France                                                          |
| 1988  | Pelle le Conquérant                                             | Pelle erobreren                                                 | Bille August | Danemark                                                        |
| 1989  | Sexe, Mensonges et Vidéo                                        | Sex, Lies, and Videotape                                        | Steven Soderbergh | États-Unis                                                      |
| 1990  | Sailor et Lula                                                  | Wild at Heart                                                   | David Lynch | États-Unis                                                      |
| 1991  | Barton Fink,                                                    |                                                                 | Joel Coen | États-Unis                                                      |
| 1992  | Les Meilleures Intentions                                       | Den Goda viljan                                                 | Bille August | Suède                                                           |
| 1993  | Adieu ma concubine                                              | 霸王別姬, Bàwáng biéjī                                          | Chen Kaige | Chine                                                           |
| 1993  | La Leçon de piano                                               | The Piano                                                       | Jane Campion | Nouvelle-Zélande                                                |
| 1994  | Pulp Fiction                                                    |                                                                 | Quentin Tarantino | États-Unis                                                      |
| 1995  | Underground                                                     | Подземље, Podzemlje                                             | Emir Kusturica | RF Yougoslavie                                                  |
| 1996  | Secrets et Mensonges                                            | Secrets and Lies                                                | Mike Leigh | Royaume-Uni                                                     |
| 1997  | Le Goût de la cerise                                            | طعم گیلاس, Ta'm-e gilās                                         | Abbas Kiarostami | Iran                                                            |
| 1997  | L'Anguille                                                      | うなぎ, Unagi                                                   | Shōhei Imamura | Japon                                                           |
| 1998  | L'Éternité et Un Jour,                                          | Μια αιωνιότητα και μια μέρα, Mia eôniótêta kai mia méra         | Theo Angelopoulos | Grèce                                                           |
| 1999  | Rosetta,                                                        |                                                                 | Luc et Jean-Pierre Dardenne | Belgique                                                        |
| 2000  | Dancer in the Dark                                              |                                                                 | Lars von Trier | Danemark                                                        |
| 2001  | La Chambre du fils                                              | La stanza del figlio                                            | Nanni Moretti | Italie                                                          |
| 2002  | Le Pianiste                                                     | The Pianist                                                     | Roman Polanski | Pologne France                                                  |
| 2003  | Elephant                                                        |                                                                 | Gus Van Sant | États-Unis                                                      |
| 2004  | Fahrenheit 9/11                                                 |                                                                 | Michael Moore | États-Unis                                                      |
| 2005  | L'Enfant                                                        |                                                                 | Luc et Jean-Pierre Dardenne | Belgique                                                        |
| 2006  | Le vent se lève,                                                | The Wind That Shakes the Barley                                 | Ken Loach | Royaume-Uni                                                     |
| 2007  | Quatre mois, trois semaines, deux jours                         | Patru luni, trei săptămâni şi două zile                         | Cristian Mungiu | Roumanie                                                        |
| 2008  | Entre les murs,                                                 |                                                                 | Laurent Cantet | France                                                          |
| 2009  | Le Ruban blanc                                                  | Das weiße Band                                                  | Michael Haneke | Autriche                                                        |
| 2010  | Oncle Boonmee, celui qui se souvient de ses vies antérieures    | ลุงบุญมีระลึกชาติ, Lung Boonmee raluek chat                          | Apichatpong Weerasethakul | Thaïlande                                                       |
| 2011  | The Tree of Life                                                |                                                                 | Terrence Malick | États-Unis                                                      |
| 2012  | Amour                                                           |                                                                 | Michael Haneke, en rappelant la contribution fondamentale des deux acteurs principaux, Jean-Louis Trintignant et Emmanuelle Riva | Autriche                                                        |
| 2013  | La Vie d'Adèle,                                                 |                                                                 | Abdellatif Kechiche et les deux actrices principales : Adèle Exarchopoulos et Léa Seydoux.                                       | France                                                          |
| 2014  | Winter Sleep                                                    | Kış Uykusu                                                      | Nuri Bilge Ceylan | Turquie                                                         |
| 2015  | Dheepan                                                         |                                                                 | Jacques Audiard | France                                                          |
| 2016  | Moi, Daniel Blake                                               | I, Daniel Blake                                                 | Ken Loach | Royaume-Uni                                                     |
| 2017  | The Square                                                      |                                                                 | Ruben Östlund | Suède                                                           |
| 2018  | Une affaire de famille                                          | 万引き家族, Manbiki kazoku                                      | Hirokazu Kore-eda | Japon                                                           |
| 2018  | Le Livre d'image                                                |                                                                 | Jean-Luc Godard | Suisse France                                                   |
| 2019  | Parasite,                                                       | 기생충, Gisaengchung                                            | Bong Joon-ho | Corée du Sud                                                    |
| 2020  | N'a pas lieu à cause de la pandémie de Covid-19                 | N'a pas lieu à cause de la pandémie de Covid-19                 | N'a pas lieu à cause de la pandémie de Covid-19                                                                                  | N'a pas lieu à cause de la pandémie de Covid-19                 |
| 2021  | Titane                                                          |                                                                 | Julia Ducournau | France                                                          |
| 2022  | Sans filtre                                                     | Triangle of Sadness                                             | Ruben Östlund | Suède                                                           |
| 2023  | Anatomie d'une chute                                            |                                                                 | Justine Triet | France                                                          |
| 2024  | Anora                                                           |                                                                 | Sean Baker | États-Unis                                                      |
| 2025  | Un simple accident                                              | ک تصادف ساده, Yek tasadef sadeh                                 | Jafar Panahi | Iran                                                            |

1. 1 2 3 4 5 6 7 8 9 10 11 12 13 14 15 16 17 18 19 20 21 22  Attribuée « à l'unanimité du jury ».
2. ↑  Palme d'or spéciale

## Statistiques

### Récompenses multiples

#### Par réalisateur
Neuf réalisateurs (en comptant le duo des frères Dardenne) ont remporté deux fois la Palme d'or (ou le Grand Prix, selon les périodes concernées) :
- Bille August : Pelle le Conquérant (1988) et Les Meilleures Intentions (1992)
- Francis Ford Coppola : Conversation secrète (1974) et Apocalypse Now (ex æquo, 1979)
- Luc et Jean-Pierre Dardenne : Rosetta (1999) et L'Enfant (2005)
- Michael Haneke : Le Ruban blanc (2009) et Amour (2012)
- Shōhei Imamura : La Ballade de Narayama (1983) et L'Anguille (ex æquo, 1997)
- Emir Kusturica : Papa est en voyage d'affaires (1985) et Underground (1995)
- Ken Loach : Le vent se lève (2006) et Moi, Daniel Blake (2016)
- Alf Sjöberg : Tourments (Grand Prix, ex æquo avec dix autres films) (1946) et Mademoiselle Julie (ex æquo, 1951)
- Ruben Östlund : The Square (2017) et Sans filtre (2022)

#### Par pays
Classement des pays récompensés par le Grand prix du festival (de 1939 à 1954 et de 1964 à 1974) puis la Palme d'or (de 1955 à 1963, et depuis 1975) :
| Pays                 | Palmes d'or | Grands prix | Total |
| -------------------- | ----------- | ----------- | ----- |
| États-Unis           | 14          | 9           | 23    |
| France               | 11          | 6           | 17    |
| Italie               | 5           | 10          | 15    |
| Royaume-Uni          | 4           | 5           | 9     |
| Japon                | 4           | 1           | 5     |
| Suède                | 3           | 2           | 5     |
| Danemark             | 2           | 1           | 3     |
| Turquie              | 2           |             | 2     |
| Allemagne de l'Ouest | 2           |             | 2     |
| Autriche             | 2           |             | 2     |
| Belgique             | 2           |             | 2     |
| Pologne              | 2           |             | 2     |
| Yougoslavie          | 2           |             | 2     |
| Iran                 | 2           |             | 2     |
| Union soviétique     | 1           | 1           | 2     |
| Suisse               | 1           | 1           | 2     |
| Corée du Sud         | 1           |             | 1     |
| Algérie              | 1           |             | 1     |
| Brésil               | 1           |             | 1     |
| Chine                | 1           |             | 1     |
| Espagne              | 1           |             | 1     |
| Grèce                | 1           |             | 1     |
| Nouvelle-Zélande     | 1           |             | 1     |
| Roumanie             | 1           |             | 1     |
| Thaïlande            | 1           |             | 1     |
| Inde                 |             | 1           | 1     |
| Mexique              |             | 1           | 1     |
| Tchécoslovaquie      |             | 1           | 1     |

### Cumuls
La Palme d’or a par moments été accompagnée d’autres prix décernés par le jury officiel.
Au début des années 2000, il est décidé que, comme pour l'œuvre récompensée du Grand Prix ou du Prix de la mise en scène, le film lauréat de la Palme d'or ne peut plus obtenir d’autres récompenses. L'attribution d'un prix ex æquo à deux films n'est plus applicable à la palme. Cette dernière ne peut donc revenir désormais qu'à un seul long métrage. Cette limite ne vaut que pour la sélection officielle, les prix décernés par d’autres institutions ou d'autres jurys (comme le Prix FIPRESCI ou le Prix du jury œcuménique) ne sont pas concernés.

#### Avec lePrix de la mise en scène
- 1991 : Joel et Ethan Coen pour Barton Fink
- 2003 : Gus Van Sant pour Elephant

#### Avec unprix d’interprétation masculineouféminine
- 1953 : Charles Vanel pour Le Salaire de la peur
- 1982 : Jack Lemmon dans Missing
- 1989 : James Spader pour Sexe, Mensonges et Vidéo
- 1991 : John Turturro pour Barton Fink
- 1992 : Pernilla August pour Les Meilleures Intentions
- 1993 : Holly Hunter pour La Leçon de piano
- 1996 : Brenda Blethyn pour Secrets et Mensonges
- 1999 : Émilie Dequenne pour Rosetta
- 2000 : Björk pour Dancer in the Dark

### Box-office français
La Palme d'or peut quelquefois être un gros succès au box-office. Certains films d'auteurs arrivent à dépasser le million de spectateurs, objectif rarement atteint sans la médiatisation engendrée par le Festival de Cannes.
| Année | Palme d'or                              | Box-office        |
| ----- | --------------------------------------- | ----------------- |
| 1949  | Le Troisième Homme                      | 5 701 000 entrées |
| 1951  | Miracle à Milan                         | 537 000 entrées   |
| 1951  | Mademoiselle Julie                      | 554 000 entrées   |
| 1952  | Othello                                 | 1 041 000 entrées |
| 1953  | Le Salaire de la peur                   | 6 944 000 entrées |
| 1954  | La Porte de l'enfer                     | 1 213 000 entrées |
| 1955  | Marty                                   | 907 000 entrées   |
| 1956  | Le Monde du silence                     | 4 640 000 entrées |
| 1957  | La Loi du Seigneur                      | 3 051 000 entrées |
| 1958  | Quand passent les cigognes              | 5 407 000 entrées |
| 1959  | Orfeu Negro                             | 3 690 000 entrées |
| 1960  | La dolce vita                           | 2 956 000 entrées |
| 1961  | Viridiana                               | 600 000 entrées   |
| 1962  | La Parole donnée                        | 204 000 entrées   |
| 1963  | Le Guépard                              | 3 649 000 entrées |
| 1964  | Les Parapluies de Cherbourg             | 1 322 000 entrées |
| 1966  | Un homme et une femme                   | 4 269 000 entrées |
| 1966  | Ces messieurs dames                     | 178 000 entrées   |
| 1967  | Blow-Up                                 | 1 570 000 entrées |
| 1969  | If....                                  | 1 645 000 entrées |
| 1970  | M.A.S.H                                 | 3 647 000 entrées |
| 1971  | Le Messager                             | 1 360 000 entrées |
| 1972  | La classe ouvrière va au paradis        | 183 000 entrées   |
| 1972  | L'Affaire Mattei                        | 616 000 entrées   |
| 1973  | La Méprise                              | 198 000 entrées   |
| 1973  | L'Épouvantail                           | 675 000 entrées   |
| 1974  | Conversation secrète                    | 235 000 entrées   |
| 1975  | Chronique des années de braise          | 500 000 entrées   |
| 1976  | Taxi Driver                             | 2 754 000 entrées |
| 1977  | Padre padrone                           | 999 000 entrées   |
| 1978  | L'Arbre aux sabots                      | 1 352 000 entrées |
| 1979  | Apocalypse Now                          | 4 537 000 entrées |
| 1979  | Le Tambour                              | 1 959 000 entrées |
| 1980  | Que le spectacle commence               | 694 000 entrées   |
| 1981  | L'Homme de fer                          | 378 000 entrées   |
| 1982  | Yol, la permission                      | 1 251 000 entrées |
| 1982  | Missing                                 | 1 823 000 entrées |
| 1983  | La Ballade de Narayama                  | 844 077 entrées   |
| 1984  | Paris, Texas                            | 2 019 000 entrées |
| 1985  | Papa est en voyage d'affaires           | 571 247 entrées   |
| 1986  | Mission                                 | 2 511 000 entrées |
| 1987  | Sous le soleil de satan                 | 815 748 entrées   |
| 1988  | Pelle le Conquérant                     | 622 000 entrées   |
| 1989  | Sexe, Mensonges et Vidéo                | 1 414 000 entrées |
| 1990  | Sailor et Lula                          | 935 000 entrées   |
| 1991  | Barton Fink                             | 476 000 entrées   |
| 1992  | Les Meilleures Intentions               | 92 000 entrées    |
| 1993  | Adieu ma concubine                      | 679 335 entrées   |
| 1993  | La Leçon de piano                       | 2 633 996 entrées |
| 1994  | Pulp Fiction                            | 2 864 640 entrées |
| 1995  | Underground                             | 443 868 entrées   |
| 1996  | Secrets et Mensonges                    | 1 490 009 entrées |
| 1997  | L'Anguille                              | 238 710 entrées   |
| 1997  | Le Goût de la cerise                    | 161 507 entrées   |
| 1998  | L'Éternité et Un Jour                   | 181 736 entrées   |
| 1999  | Rosetta                                 | 705 171 entrées   |
| 2000  | Dancer in the Dark                      | 1 247 307 entrées |
| 2001  | La Chambre du fils                      | 799 280 entrées   |
| 2002  | Le Pianiste                             | 1 594 548 entrées |
| 2003  | Elephant                                | 746 983 entrées   |
| 2004  | Fahrenheit 9/11                         | 2 378 455 entrées |
| 2005  | L'Enfant                                | 376 245 entrées   |
| 2006  | Le Vent se lève                         | 907 836 entrées   |
| 2007  | Quatre mois, trois semaines, deux jours | 328 846 entrées   |
| 2008  | Entre les murs                          | 1 612 356 entrées |
| 2009  | Le Ruban blanc                          | 649 212 entrées   |
| 2010  | Oncle Boonmee                           | 127 511 entrées   |
| 2011  | The Tree of Life                        | 872 895 entrées   |
| 2012  | Amour                                   | 767 418 entrées   |
| 2013  | La Vie d'Adèle                          | 1 036 811 entrées |
| 2014  | Winter Sleep                            | 360 028 entrées   |
| 2015  | Dheepan                                 | 662 146 entrées   |
| 2016  | Moi, Daniel Blake                       | 953 349 entrées   |
| 2017  | The Square                              | 351 302 entrées   |
| 2018  | Une affaire de famille                  | 778 673 entrées   |
| 2019  | Parasite                                | 1 886 760 entrées |
| 2021  | Titane                                  | 303 610 entrées   |
| 2022  | Sans filtre                             | 569 712 entrées   |
| 2023  | Anatomie d'une chute                    | 1 907 961 entrées |
| 2024  | Anora                                   | 615 646 entrées   |